# Vytautas Mizaras
Vytautas Mizaras (* 24. August 1974 in Babrai, Rajongemeinde Lazdijai) ist ein litauischer Jurist,  Professor an der Universität Vilnius, Urheberrechtler, seit Dezember 2016 Honorarkonsul von Österreich. Bis 2021 war er Rechtsanwalt. Seit  Mai 2021 ist er Verfassungsrichter.

## Leben
Mizaras lernte in der Grundschule Avižieniai bei Lazdijai. Nach dem Abitur 1992 an der Mittelschule Veisiejai absolvierte er von 1992 bis 1997 das Diplomstudium der Rechtswissenschaften an der Rechtsfakultät der Universität Vilnius und 1998 erwarb den Master of Laws (LL.M.) an der Johann Wolfgang Goethe-Universität in Frankfurt/Main. Mizaras promovierte am 23. Mai 2002 im Zivilrecht und war als wissenschaftlicher Assistent tätig, unterrichtete an der Universität Vilnius als Lektor und danach als Dozent. Am 5. Mai 2009 habilitierte an der Universität Vilnius. Seit 2009 ist er Professor an der Universität Vilnius. 
Ab dem 17. Oktober 2002 war er Rechtsanwalt der Rechtsanwaltskanzlei Jurevičius, Balčiūnas ir Bartkus, danach bei Jurevičius, Bartkus ir partneriai. Von 2014 bis 2021 war er Partner bei der Wirtschaftsrecht-Rechtsanwaltskanzlei LAWIN (ab 2015 Ellex). Seit Mai 2021 ist er Richter am Verfassungsgericht Litauens.